# 國立陽明交通大學陽明校區
國立陽明交通大學陽明校區是國立陽明交通大學的兩個主校區之一，為原國立陽明大學的主校區，位於台北市北投區立農街二段155號。
2000年，國立陽明大學成為「台灣聯合大學系統」創始成員之一。2002年，與國立政治大學、臺北市立聯合醫院締結學術結盟，成立「聯盟醫療系統」，並組成「政陽團隊」開設臺灣心智科學腦造影中心。
2021年2月1日，因為國立陽明大學在各項指標排名中，皆榜上有名，在生醫領域內更有著深厚的學術基礎，因此與國立交通大學合併，陽明校區就此成立

## 學術與教學單位
※［註］學：學士班；碩：碩士班：博：博士班；碩在職：碩士在職專班；UST: 臺聯大系統合設

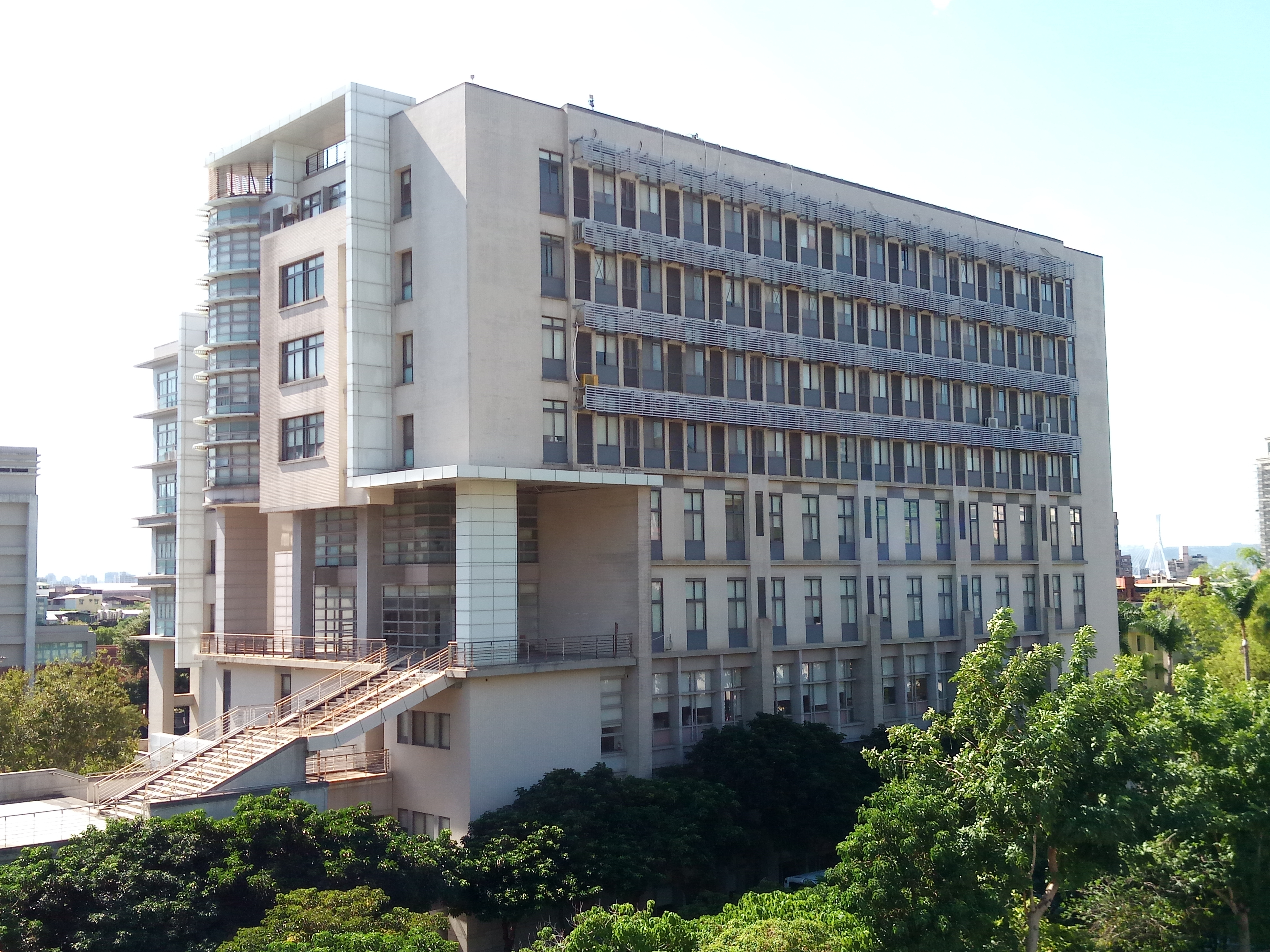
圖書資訊暨研究大樓

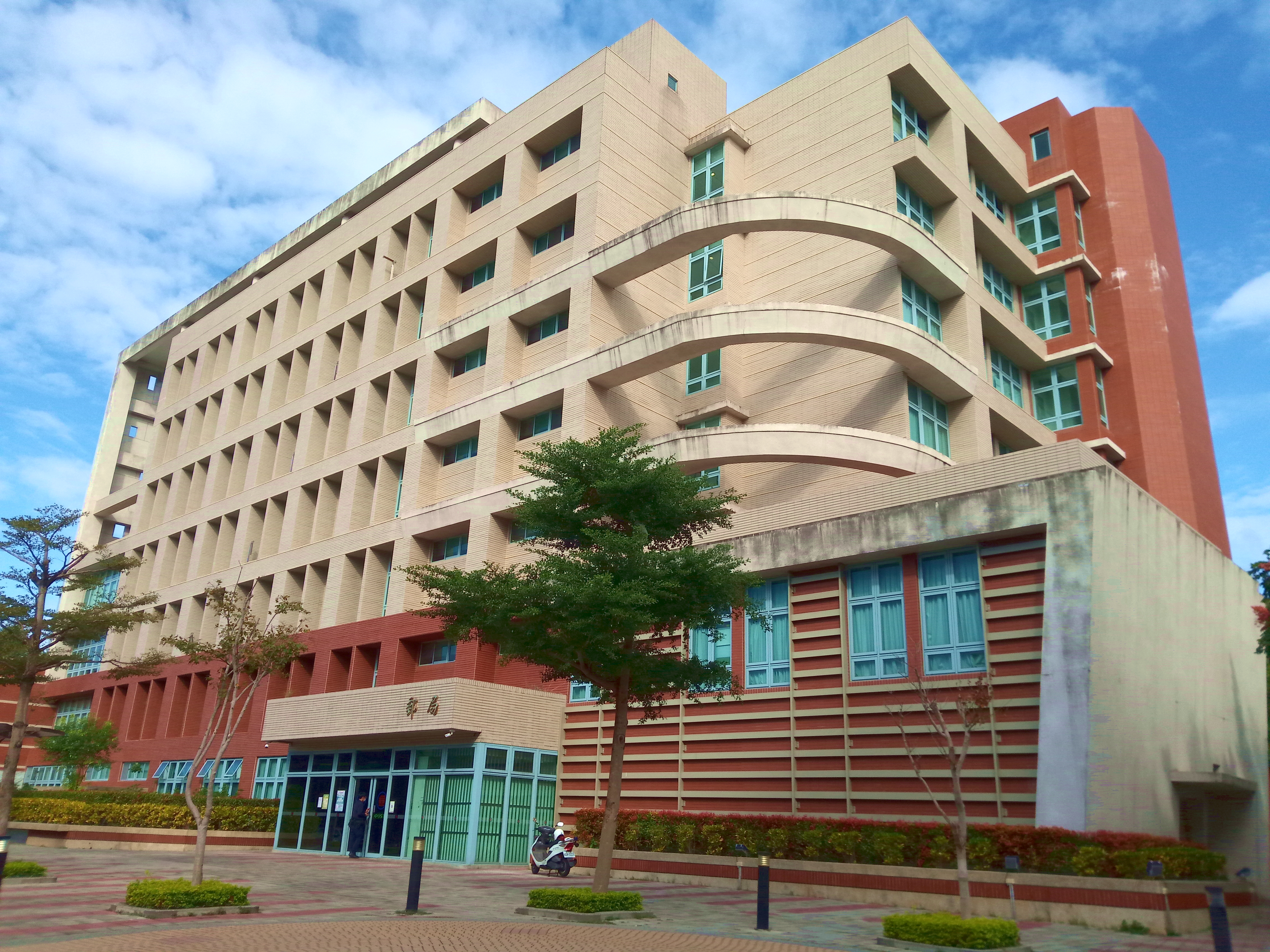
守仁樓

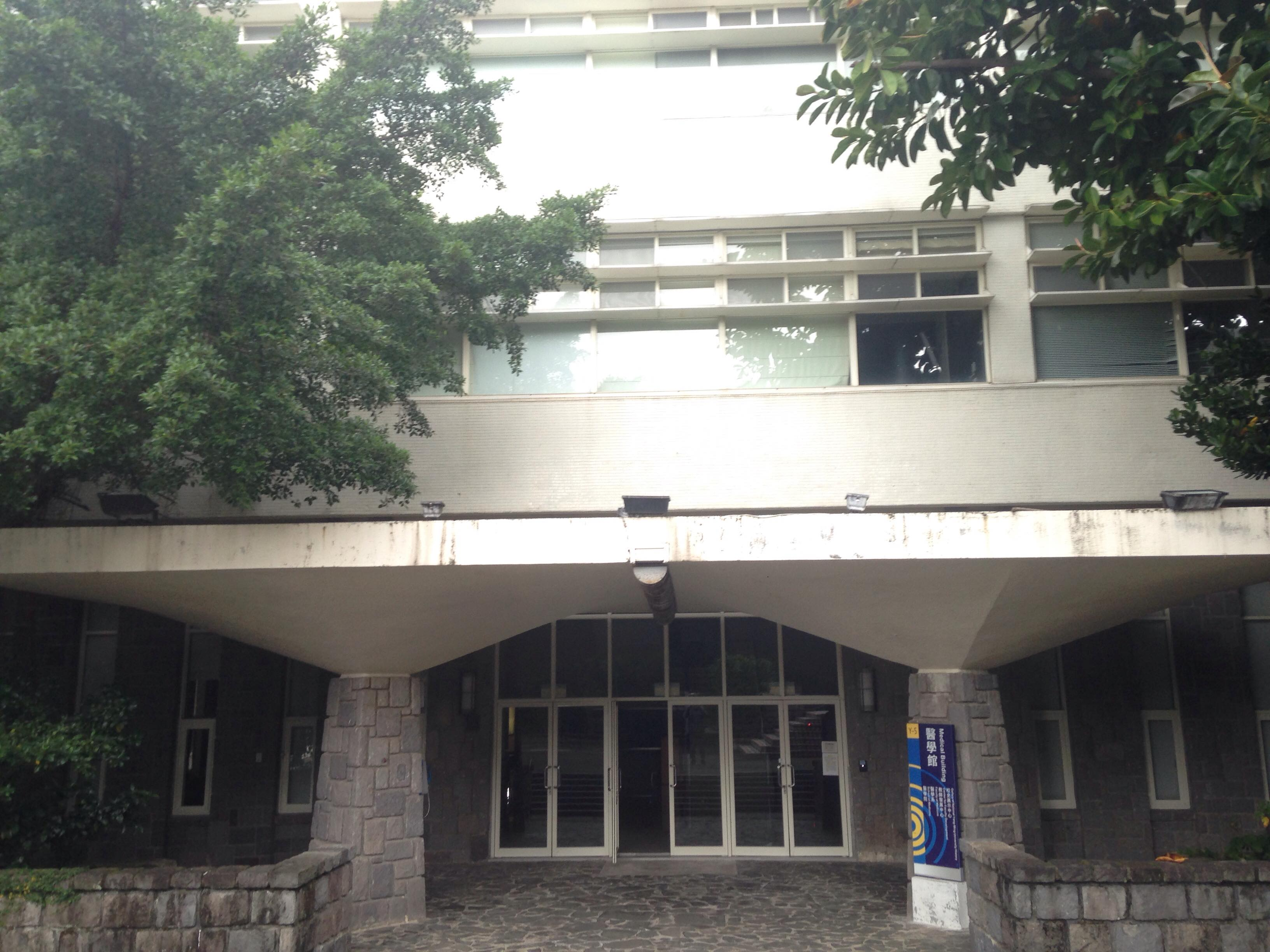
醫學館

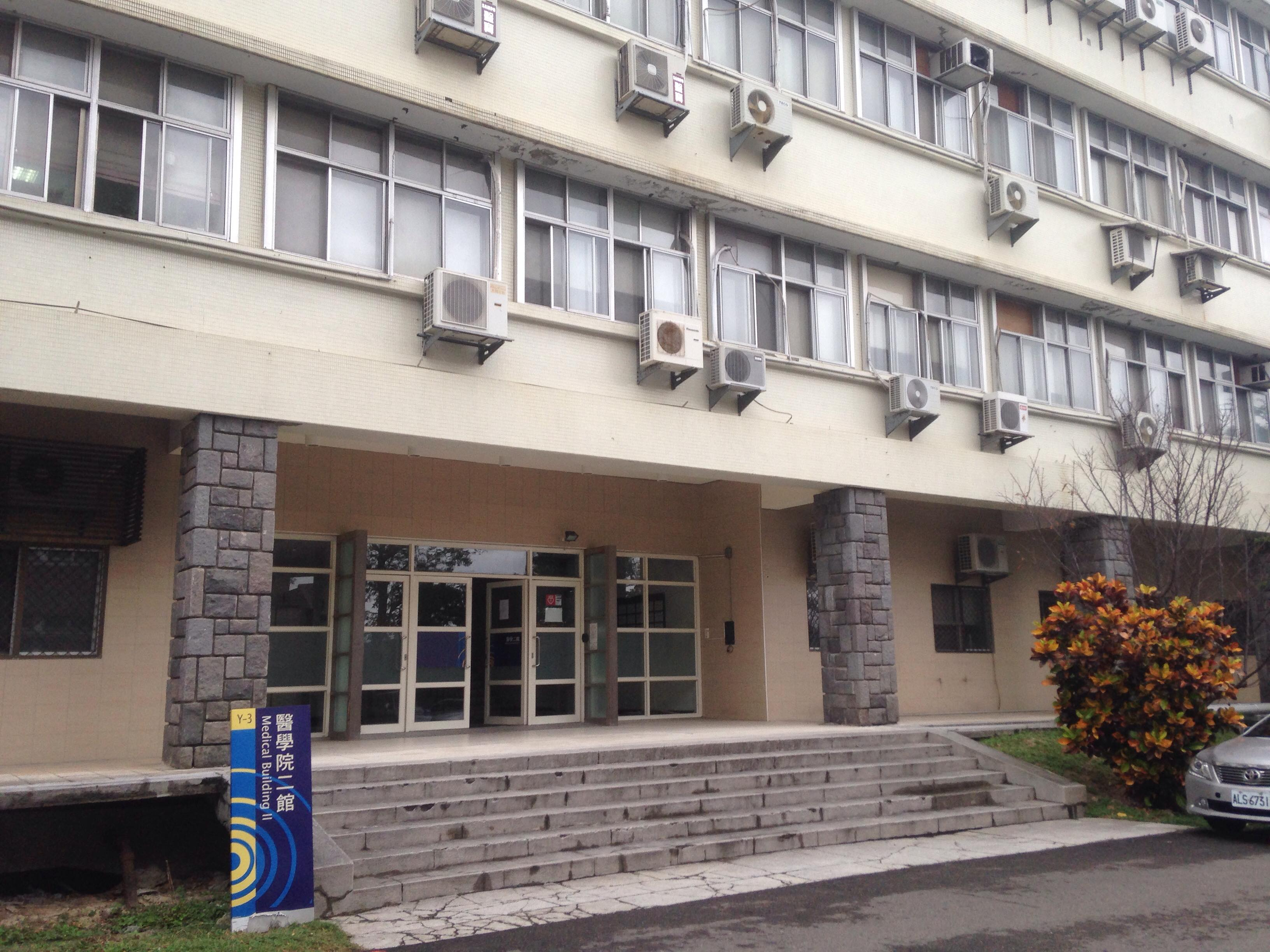
醫學二館

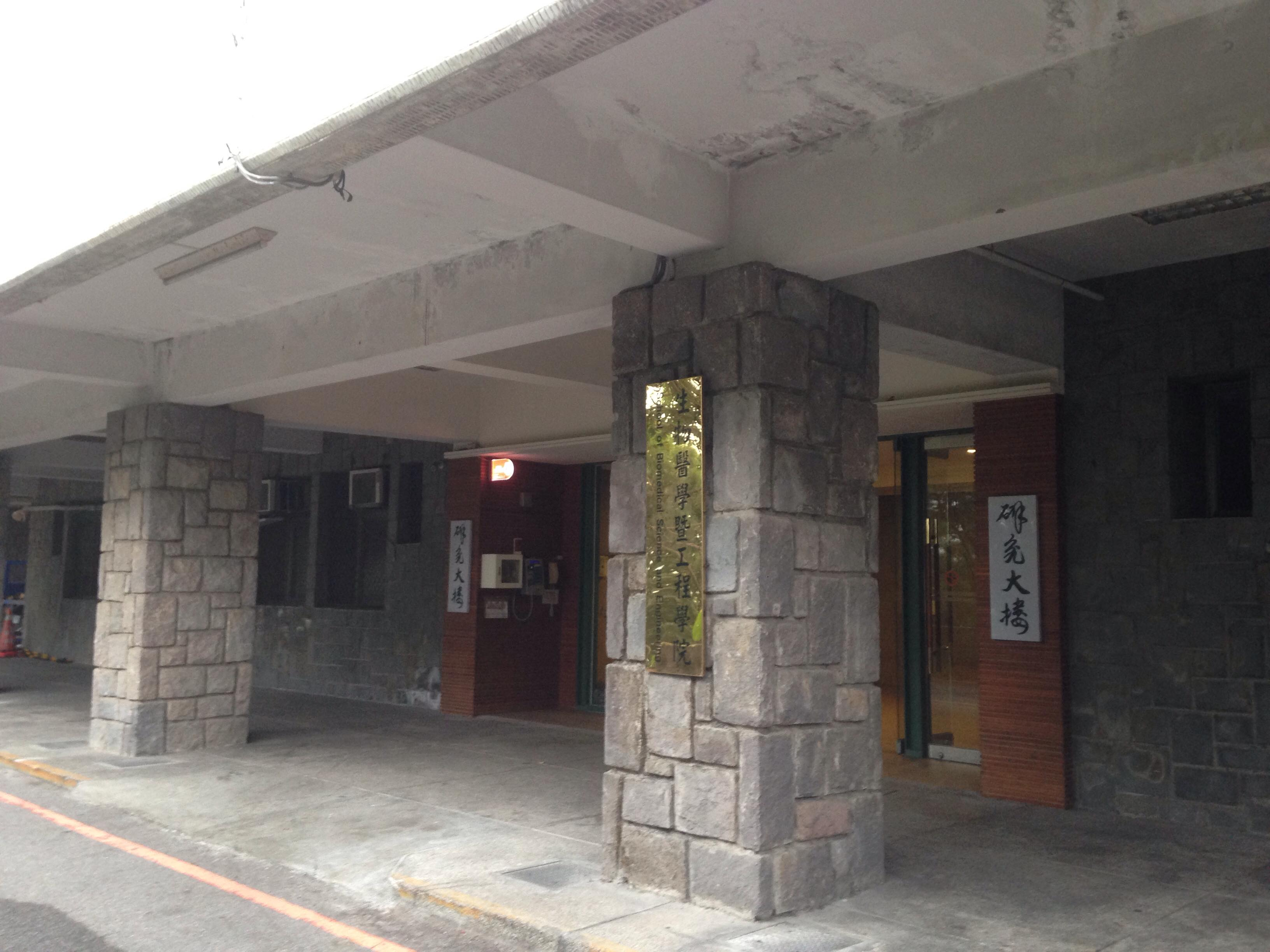
生醫工程館（舊稱：研究大樓）

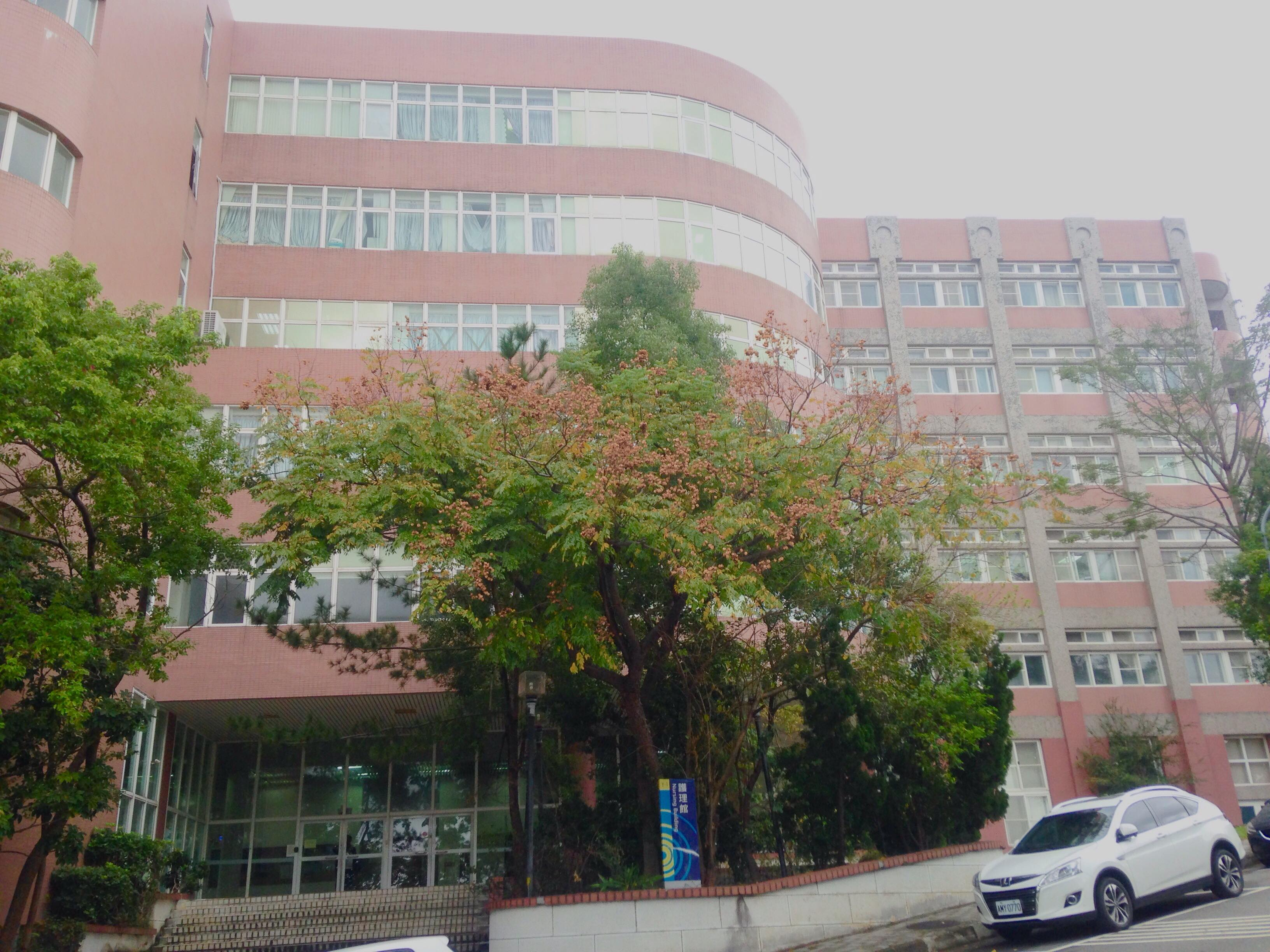
護理館

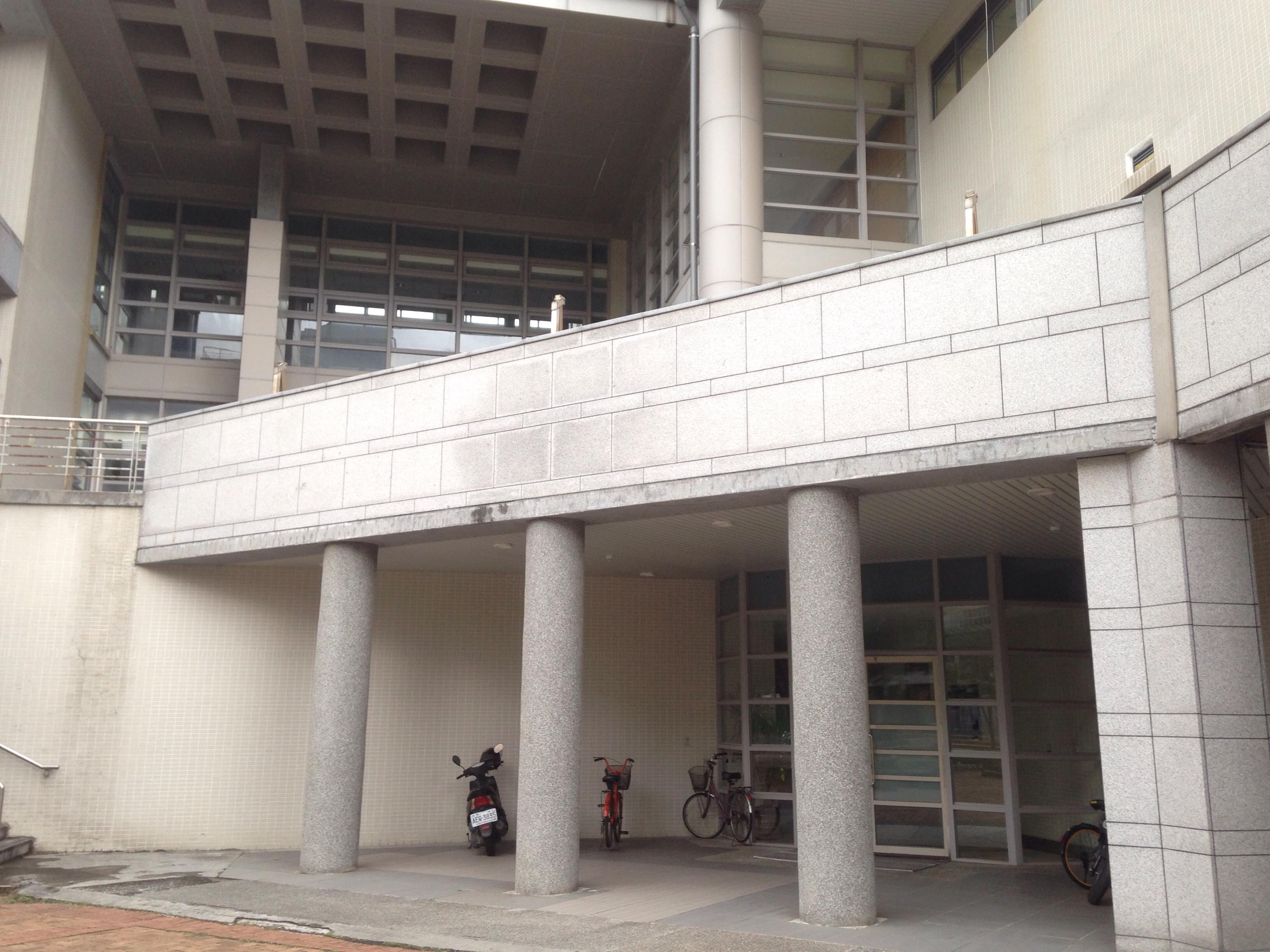
圖書資訊暨研究大樓

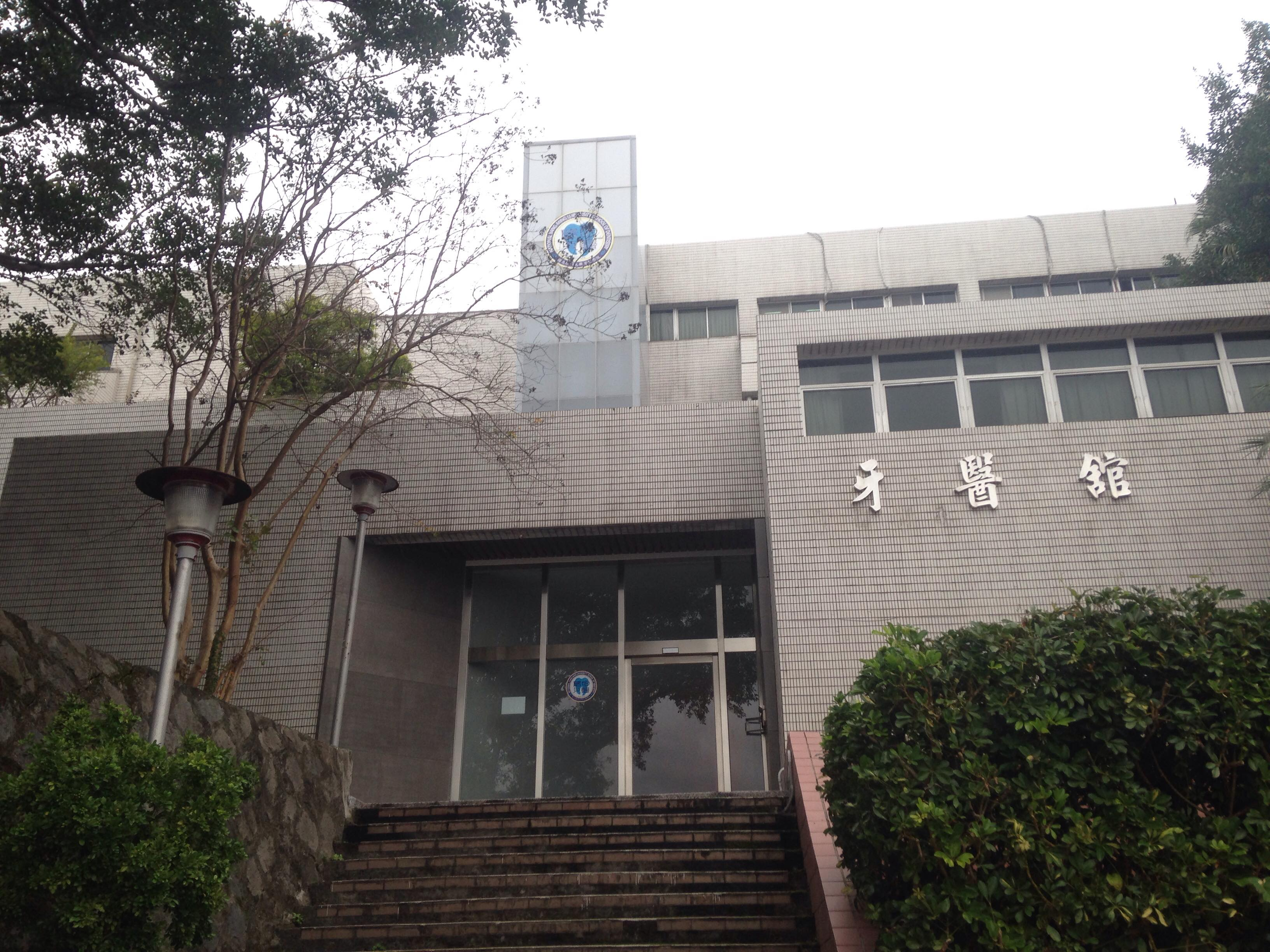
牙醫館

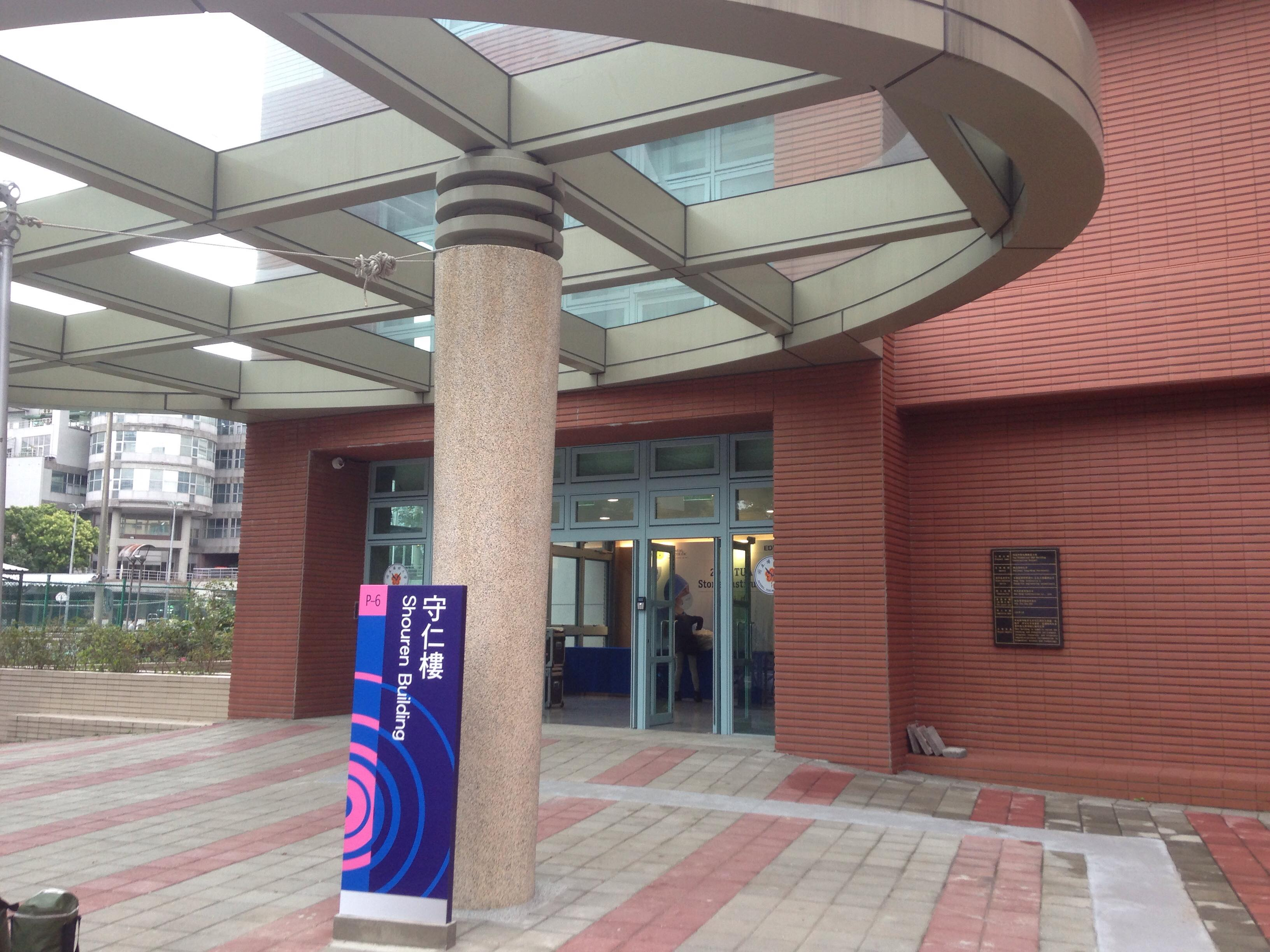
守仁樓

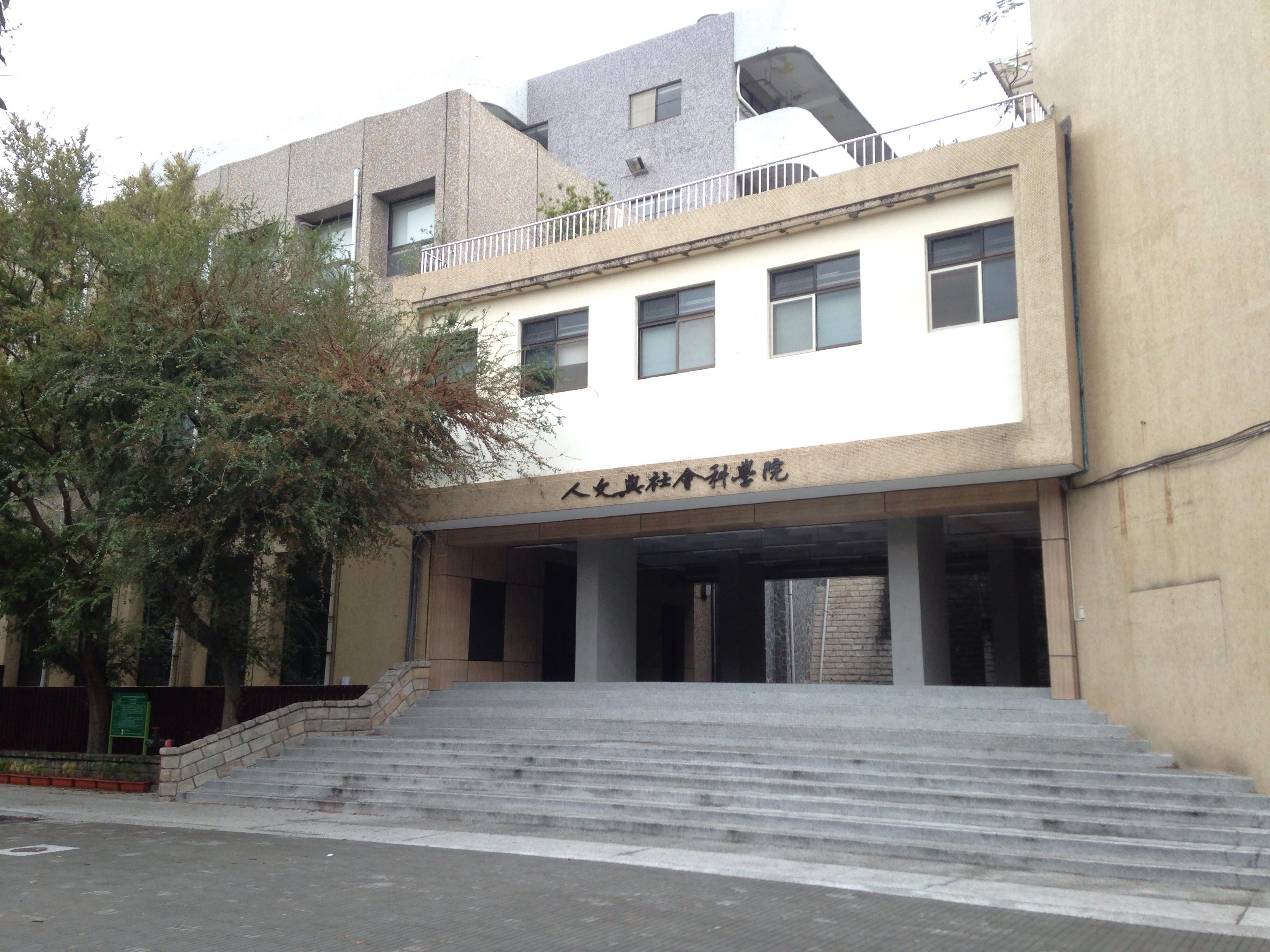
知行樓（人社院）

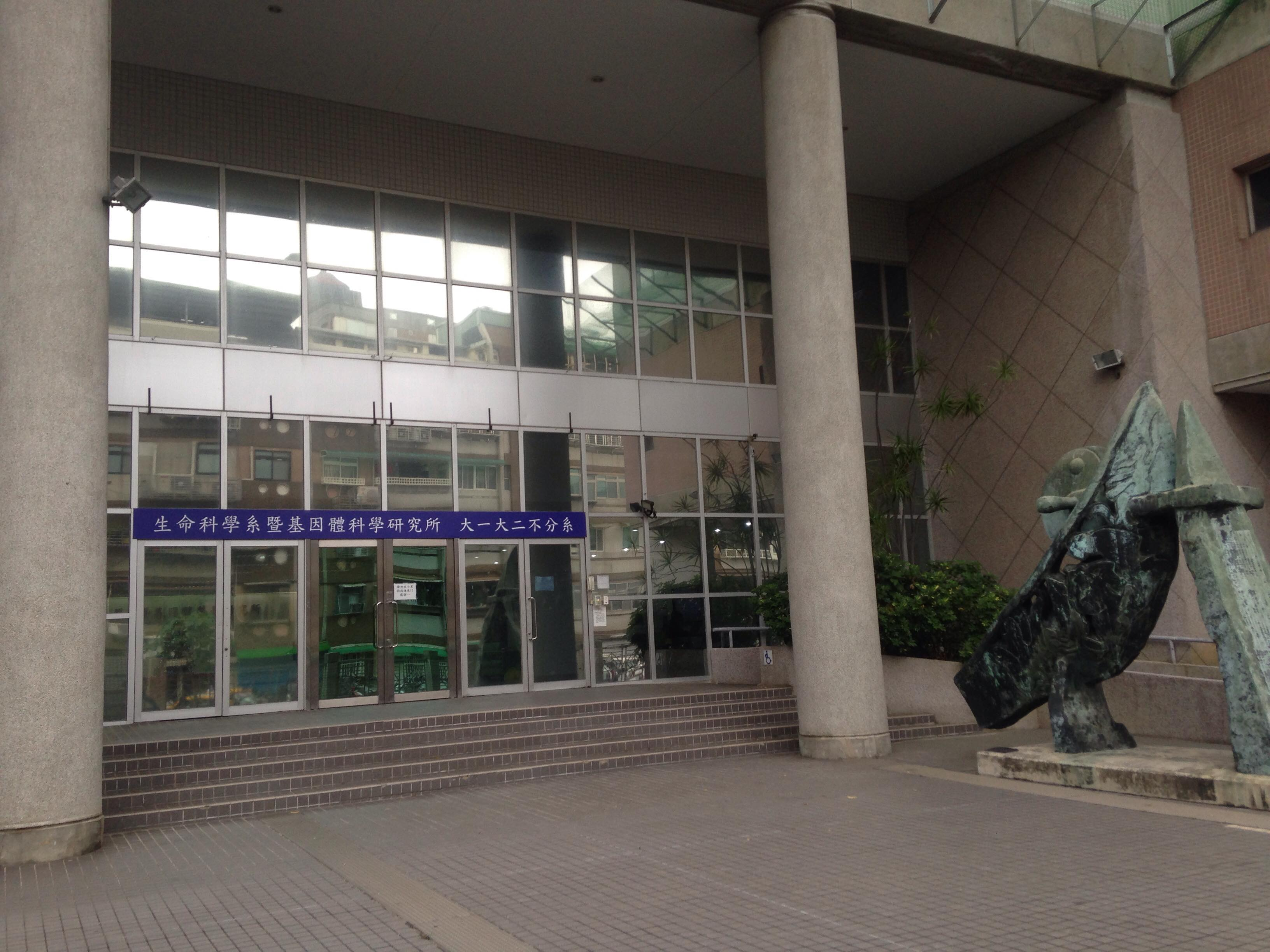
傳統醫學大樓

| 醫學院 | ■ 醫學系（學）                               |                                  |
| 醫學院 | ■ 臨床醫學研究所（碩、碩在職、博）           | ■ 傳統醫藥研究所（碩、博）       |
| 醫學院 | ■ 公共衛生研究所（碩、博）                   | ■ 醫務管理研究所（碩、碩在職）   |
| 醫學院 | ■ 衛生福利研究所（碩、博）                   | ■ 環境與職業衛生研究所（碩、博） |
| 醫學院 | ■ 生物醫學資訊研究所[與生科院合設]（碩、博） | ■ 生理學研究所（碩、博）         |
| 醫學院 | ■ 藥理學研究所（碩、博）                     | ■ 解剖學及細胞生物學研究所（碩） |
| 醫學院 | ■ 急重症醫學研究所（碩、博）                 | ■ 腦科學研究所（碩、博）         |
| 醫學院 | ■ 國際衛生碩士學位學程                       | ■ 公共衛生碩士學位學程           |
| 醫學院 | ■ 轉譯醫學博士學位學程                       | ■ 環境科技博士學位學程[UST]      |
| 生物醫學暨工程學院 | ■ 生物醫學工程學系（學、碩、博）       | ■ 物理治療暨輔助科技學系（學、碩、博）   |
| 生物醫學暨工程學院 | ■ 醫學生物技術暨檢驗學系（學、碩、博） | ■ 生物醫學影像暨放射科學系（學、碩、博） |
| 生物醫學暨工程學院 | ■ 生醫光電研究所（碩、博）             | ■ 生醫光電暨奈米科學學士學位學程         |
| 生物醫學暨工程學院 | ■ 生物醫學暨工程科技產業博士學位學程   | ■ 光電博士學位學程[UST]                  |
| 生物醫學暨工程學院 | ■ 生技產業創新創業推廣教育學分班       |                                          |
| 護理學院 | ■ 護理學系（學、碩在職、博） |                            |
| 護理學院 | ■ 臨床護理研究所（碩）       | ■ 社區健康照護研究所（碩） |
| 生命科學院 | ■ 生命科學系暨基因體科學研究所（學、碩、博） | ■ 神經科學研究所（碩、博）        |
| 生命科學院 | ■ 微生物及免疫學研究所（碩、博）             | ■ 生化暨分子生物研究所（碩、博）  |
| 生命科學院 | ■ 生物醫學資訊研究所[與醫學院合設]（碩、博） | ■ 分子醫學博士學位學程            |
| 生命科學院 | ■ 跨領域神經科學國際研究生博士學位學程       | ■ 跨領域神經科學博士學位學程[UST] |
| 生命科學院 | ■ 生技醫療經營管理碩士在職學位學程           | ■ 生技醫療產業博士學位學程        |
| 牙醫學院 | ■ 牙醫學系（學、碩、博） | ■ 口腔生物研究所（碩、博） |
| 藥物科學院 | ■ 藥學系（學）             |                                      |
| 藥物科學院 | ■ 生物藥學研究所（碩、博） | ■ 食品安全及健康風險評估研究所（碩） |
| 人文與社會科學院 | ■ 科技與社會研究所（碩） | ■ 心智哲學研究所（碩）              |
| 人文與社會科學院 | ■ 視覺文化研究所（碩）   | ■ 亞際文化研究國際碩士學位學程[UST] |
| 人文與社會科學院 | ■ 人文與社會教育中心     |                                     |
| 學士班大一大二不分系 | ■ 大一、二：資訊科學、生醫科學及基礎科學 ■ 大三後分流（除醫學系、牙醫學系以外） |
| 跨專業長期照顧與管理碩士學位學程 | ■ |
| 共同教育中心 | ■ 通識教育：核心通識、博雅通識、語文課程 ■ 基礎科學教育 |
| 陽大附醫 | ■ 蘭陽院區、新民院區 ■ 詳見國立陽明大學附設醫院 |

## 研究中心
| 基礎研究類 | ■ 榮陽基因體研究中心         | ■ 腦科學研究中心           |
| 基礎研究類 | ■ 生醫光電暨分子影像研究中心 | ■ 系統與合成生物學研究中心 |
| 基礎研究類 | ■ 蛋白體研究中心             | ■ 幹細胞研究中心           |
| 基礎研究類 | ■ 睡眠研究中心               | ■ 生醫影像研究中心         |
| 臨床研究類 | ■ 心臟血管疾病研究中心   | ■ 書田泌尿科學研究中心         |
| 臨床研究類 | ■ 癌症研究中心           | ■ 台灣實證卓越中心             |
| 臨床研究類 | ■ 整合性健康照護研究中心 | ■ 張平倫癌症暨生物治療研究中心 |
| 社區服務類 | ■ 愛滋病防治及研究中心 | ■ 社區醫學研究中心         |
| 社區服務類 | ■ 運動健康科學研究中心 | ■ 學校衛生研究中心         |
| 社區服務類 | ■ 高齡與健康研究中心   | ■ 健康數據統計研究資源中心 |
| 產學合作類 | ■ 醫學工程研發中心 | ■ 新藥研究中心          |
| 產學合作類 | ■ 骨科器材研發中心 | ■ ICF暨輔助科技研究中心 |
| 產學合作類 | ■ 微生物體研究中心 |                         |

## 外部連結
- 國立陽明交通大學 （页面存档备份，存于）